# 横浜市営バス港南営業所
横浜市営バス港南営業所（よこはましえいバスこうなんえいぎょうしょ）は、神奈川県横浜市港南区日野南に所在する横浜市交通局自動車本部（横浜市営バス）の営業所。最寄駅は根岸線港南台駅、最寄バス停留所は港南車庫前である。主に港南台駅・洋光台駅・上永谷駅・上大岡駅を発着する路線を所管している。
横浜市営バスの営業所では、旭区に所在する若葉台営業所とともに横浜駅への乗り入れ路線がない営業所となっている。
かつては、横浜市営バスで唯一の栄区への乗り入れ路線（40系統・138系統・139系統）を担当していたが、2006年の改編により消滅した。

## 沿革
- 1956年（昭和31年）
  - 7月1日：浅間町営業所の出張所として南区（当時）日野に開設。
  - 7月26日：日野車庫設置。
- 1961年（昭和36年）
  - 5月16日：51系統（初代）、52系統（初代）、53系統（弘明寺 - 戸塚駅）運行開始。
  - 10月1日：磯子営業所開設により、磯子営業所日野出張所に改称[4]。
  - 10月20日：52系統に横浜駅 - 平戸 - 保土ヶ谷駅を新設、53系統の弘明寺 - 横浜駅を延伸。
- 1963年（昭和38年）
  - 6月30日：51系統（初代）廃止。
  - 12月：南区下永谷町（現・港南区芹が谷）に詰所を設置[4]。30系統の平戸 - 芹ヶ谷を延伸。
- 1964年（昭和39年）
  - 5月25日：75系統、76系統、77系統運行開始。
  - 12月19日：現在地に移転[5][出典無効]。「日野出張所」から「南出張所」に改称[5]。
- 1965年（昭和40年）12月10日：磯子営業所から独立して営業所に昇格。「南営業所」となる[5]。
- 1966年（昭和41年）
  - 3月1日：71系統が運行開始。
  - 4月18日：2系統（横浜駅 - 大船駅）運行開始。[疑問点 – ノート]
- 1970年（昭和45年）9月16日：芹ヶ谷詰所が派出所に昇格、「芹ヶ谷派出所」となる。
- 1971年（昭和46年）3月29日：113系統運行開始。
- 1972年（昭和47年）
  - 4月1日：横浜市電の代替路線である現・113系統に番号を充てたため[6][出典無効]、107系統に系統番号変更。[疑問点 – ノート]
  - 11月6日：84系統新設・61系統廃止。
- 1973年（昭和48年）
  - 3月18日：40系統（初代）廃止。
  - 10月1日：港南営業所に改称[6]。
- 1974年（昭和49年）
  - 2月：40系統（2代）運行開始。
  - 7月24日：111系統（港南台駅 - 洋光台駅 - 上大岡駅）を運行開始。
  - 12月23日：港南区野庭町に派出所開設、芹ヶ谷派出所は詰所となる[6]。
- 1976年（昭和51年）9月4日：30系統を横浜駅発着から県庁前（現・日本大通り駅）発着に変更。
- 1979年（昭和54年）4月5日：107系統（上中里 - 金沢文庫駅）を延伸する。
- 1982年（昭和57年）：市営住宅との併用建設のため、約1年間を横浜市営地下鉄上永谷車両基地内へ移転。
- 1987年（昭和62年）
  - 6月1日：352系統運行開始。
  - 7月13日：138系統、139系統運行開始[7]。
- 1988年（昭和63年）3月13日：109系統廃止。
- 1990年（平成2年）6月11日：野庭派出所が営業所に昇格[8]、港南営業所から独立。
- 1998年（平成10年）1月19日：40系統（2代）、53系統を廃止。138・139系統の小山台循環を廃止し、本郷台駅まで延伸[9][出典無効]。
- 1999年（平成11年）
  - 3月29日：71系統の芹ヶ谷発着の循環線を新設。
  - 10月1日：100系統を新設。
- 2001年（平成13年）
  - 2月1日：107系統（氷取沢→洋光台駅）を磯子台団地発に延伸。
  - 3月26日：30系統（上大岡駅 - 芹ケ谷 - 上永谷駅）の区間便を新設。
- 2005年（平成17年）
  - 7月4日：神奈川中央交通への路線移管開始。30系統、71系統の一部を移管し[10]、84系統廃止[11][出典無効]。
  - 11月28日：30系統、71系統の平日・土曜の一部と休日全便を神奈川中央交通へ移管[10][出典無効]。
- 2006年（平成18年）
  - 1月30日：30系統、71系統の全便を神奈川中央交通へ移管[10][出典無効]、352系統を廃止[10][出典無効]。移管に伴う野庭営業所の車両転属により、77系統を共管化。
  - 3月16日：64系統を磯子営業所へ移管、屏風ヶ浦駅発着便、港南車庫出庫便を廃止。
  - 3月27日：77・138・139系統を神奈川中央交通へ移管。野庭営業所休止に伴い45・51・52・112の野庭営業所担当分を全便移管する[12]。それに伴うダイヤ改正で69・111出入庫と371を廃止[13][出典無効]。130・45系統の野庭団地循環線[14]、107の出入庫便を新設[12]。
  - 11月1日：107系統（金沢文庫駅・磯子台団地 - 氷取沢 - 洋光台駅）を京浜急行バスに移管[15][16]、金沢文庫駅 - 港南車庫線の金沢文庫駅 - 洋光台駅を廃止[15][16]。
- 2007年（平成19年）3月31日：100系統を廃止[17]。
- 2008年（平成20年）
  - 4月21日：107系統（洋光台駅 - 港南台一中 - 港南台駅 - 港南車庫）が廃止。廃止に伴い港南台駅 - 清水橋 - 港南車庫は108系統として運行。217（港南台駅 - 日野中央二丁目 - 港南台駅）運行開始[7]。
  - 4月27日：PASMO運用開始[18][出典無効]。
  - 12月31日 - 2009年1月1日：上大岡駅 - 港南区総合庁舎 - 上永谷駅を臨時系統で終夜運転を実施[19]。
- 2009年（平成21年）6月1日：45系統（洋光台駅→港南台駅）、111系統（港南台駅→洋光台駅）の雨の日臨時便を新設[20]。
- 2010年（平成22年）
  - 2月15日：351系統を港南車庫まで延伸。
  - 6月7日：2系統（港南車庫→上大岡駅）、111系統（上大岡駅→港南台駅）の雨の日臨時便を新設、45系統（洋光台駅→港南台駅）、111系統（港南台駅→洋光台駅）の雨の日臨時便を廃止[21]。
- 2011年（平成23年）6月13日：64系統の区間便（港南台駅→上大岡駅）新設。
- 2014年（平成26年）10月1日：323系統廃止。45系統・130系統の一部便を経路変更、45系統（港南台駅 - 洋光台駅）を新設[22]。
- 2015年（平成27年）4月1日：45系統（平戸→港南台駅）を廃止。112系統（洋光台駅前 - 港南車庫前）の系統番号を76系統に変更[23]。
- 2020年（令和2年）3月14日：45系統（港南台駅→平戸）を廃止[24]。
- 2021年（令和3年）7月11日 : 野庭団地地区再編に伴い、関連系統でダイヤ改正を実施[25]。
- 2024年（令和6年）
  - 4月1日 : 深夜バスを廃止[26]。
  - 10月1日：乗務員不足のため一部にてダイヤ改正を実施[27]。

## 現行路線

### 2系統
| No. | 運行区間                                                             |
| --- | -------------------------------------------------------------------- |
| 2B  | 港南車庫 - 清水橋 - 日野中央公園入口 - 港南区総合庁舎前 - 上大岡駅前 |

上大岡駅から鎌倉街道沿いの吉原・日野方面へ向かう路線であり、港南車庫 - 港南車庫入口間以外は神奈中バス・江ノ電バスの大船駅・本郷台駅方面と上大岡駅・桜木町駅方面を結ぶ路線と並走している。
以前は本数が多かったが、経路のほぼ全区間が神奈中バスや江ノ電バスの大船駅方面 - 上大岡駅方面の路線と重複すること、また路線再編で上大岡駅より発着していた芹が谷・南高校方面の全路線を神奈川中央交通に譲渡した事により、2005年7月4日に大幅減便された。現在では概ね1時間に1-4本の運行となっているが、9時台・11時台には運行されていない。
2021年4月1日のダイヤ改正で従来運行されていたみなと赤十字病院 - 港南車庫間を上大岡駅で分断する形で運行するようになり、上大岡駅以北は磯子営業所の担当となった。

### 45系統
| No. | 運行区間                                                                                    |
| --- | ------------------------------------------------------------------------------------------- |
| 45B | 港南台駅 - 清水橋 - すずかけ通 - ゆりの木通 - 上永谷駅 - 丸山台 - 日限山 - 京急ニュータウン |
| 45C | 洋光台駅 - 南公園前 - 港南台駅 - 清水橋 - すずかけ通 - ゆりの木通 - 上永谷駅                |
| 45E | 港南台駅 - 清水橋 - すずかけ通 - ゆりの木通 - 上永谷駅                                      |
| 45J | 上永谷駅 - 丸山台 - 日限山 - 京急ニュータウン                                               |
| 45M | 野庭中央公園 → 野庭団地センター → すずかけ通 → 清水橋 → 港南台駅 → 南公園前 → 洋光台駅      |
| 45N | 港南台駅 - 清水橋 - すずかけ通 - 野庭団地センター - 野庭中央公園                            |
| 45K | 洋光台駅 - 南公園前 - 港南台駅                                                              |
| 45O | 上永谷駅 - ゆりの木通 - すずかけ通 - 野庭団地東口 - 野庭中央公園                            |
| 45R | 上永谷駅 ← ゆりの木通 ← すずかけ通 ← 金井谷                                                 |

洋光台駅・港南台駅から野庭町を経由して上永谷駅・京急ニュータウンまでを結ぶ路線群である。基本的には洋光台駅 - 港南台駅、港南台駅 - 上永谷駅、上永谷駅 - 京急ニュータウンの3区間に分けて運行されており、全線を通して走る便は存在しない。この他に区間便として野庭中央公園発着便が早朝・深夜に運行されている。こちらは本線とは異なり、金井谷 - 上中央公園間にて後述の130系統と同じルートを走行する。
日中時間帯は洋光台駅  - 港南台駅間および上永谷駅 - 京急ニュータウン間が1時間に1本程度の運行、港南台駅 - 上永谷駅間は毎時4本程度運行されている。

### 51・52系統
| No. | 運行区間                                                                                    |
| --- | ------------------------------------------------------------------------------------------- |
| 51B | 上大岡駅 - 港南区総合庁舎前 - 公務員住宅入口 - すずかけ通 - 野庭団地センター - 野庭中央公園 |
| 52B | 上大岡駅 - 港南区総合庁舎前 - 公務員住宅入口 - 野庭団地東口 - 野庭中央公園                  |

上大岡駅から港南区南西部の大規模団地がある野庭町を結ぶ路線である。終日にわたって通学や通勤利用者で混雑する。メインはすずかけ通を経由する51系統であり、平日朝にすずかげ通をショートカットする52系統が運行される。現在の51系統は3代目である。351系統は平日・土曜に深夜バスのみ運行され、野庭営業所廃止後は横浜市営地下鉄ブルーラインの終電に合わせて増便された。2024年4月1日に廃止された。元は51系統と同ルートだったが、2010年2月15日に野庭中央公園 → 港南車庫前間が延伸された。上大岡駅から港南車庫を結ぶ路線として2系統や神奈中・江ノ電バスの複数の路線が存在するが、これらの路線のルートとは異なる。書類上では野庭団地線とされている。

### 64系統
| No. | 運行区間                                                                                      |
| --- | --------------------------------------------------------------------------------------------- |
| 64A | 磯子駅前 - 屏風ケ浦駅前 - 笹堀 - 向田橋 - 上大岡駅前 - 日野中央公園入口 - 清水橋 - 港南台駅前 |
| 64C | 上大岡駅前 - 向田橋 - 笹堀 - 屏風ケ浦駅前 - 磯子駅前                                          |

港南台駅前と磯子駅前を結ぶ路線。港南台駅前 - 清水橋以外の区間で神奈中の港64系統と並行していたが、2024年8月23日に廃止となったので横浜市営バス単独路線となる。2006年3月15日のダイヤ改正で磯子営業所に一旦移管され、港南車庫・屏風浦駅発着の便が廃止された。
2019年10月1日より全区間において磯子営業所との共管となり、およそ13年ぶりとなる港南営業所担当便の64系統Aが復活となった。
磯子駅 - 上大岡駅の区間便（64C）は2019年3月16日のダイヤ改正で新設され、こちらは磯子営業所の担当であったが2024年度のダイヤ改正で港南営業所も担当となっている。また港南台駅始発の上大岡駅行きが土曜日の日中に1便運行されていたが、2021年4月1日のダイヤ改正で運行終了となった。同時に日野公園墓地入口始発の港南台駅前行きの区間便が平日の早朝に1便運行されることとなった。これは港南台駅始発の便を磯子営業所から回送させてた車両を路線化したもので、磯子営業所の担当となっていたが、2024年4月1日のダイヤ改正で運行終了となった。

### 76・112系統
| No.  | 運行区間                                                                                    |
| ---- | ------------------------------------------------------------------------------------------- |
| 76A  | 洋光台駅 - 日野中央公園入口 - 清水橋 - 港南車庫前                                           |
| 112A | 洋光台駅 - 日野中央公園入口 - 公務員住宅入口 - すずかけ通 - ゆりの木通 - 上永谷駅           |
| 112D | 洋光台駅 - 日野中央公園入口 - 公務員住宅入口 - すずかけ通 - 野庭団地センター - 野庭中央公園 |

洋光台駅と上永谷駅の間を野庭団地経由で結ぶ路線。洋光台駅発上永谷方面の平日・休日最終便は入庫のため野庭中央公園行となる。同様に出庫のため早朝に野庭中央公園始発が設定されている。
2015年4月1日に、112系統港南車庫発着便の系統番号が76系統に変更された。
また、76系統の系統番号は滝頭営業所の「滝頭→日ノ出町駅前→桜木町駅前→滝頭」循環線で使用されており、当系統は2代目となる。

### 107系統
| No.  | 運行区間                                                                                         |
| ---- | ------------------------------------------------------------------------------------------------ |
| 107E | 洋光台駅 → 萩台 → 上中里町 → 随縁寺前 → 上中里団地 → さわの里小学校 → 上中里町 → 萩台 → 洋光台駅 |
| 107A | 随縁寺前 → 上中里団地 → さわの里小学校 → 上中里町 → 萩台 → 洋光台駅                              |
| 107F | 洋光台駅 → 萩台 → 随縁寺前 → 上中里団地 → さわの里小学校                                         |
| 107G | 上中里団地 → さわの里小学校 → 上中里町 → 萩台 → 洋光台駅                                         |

元々107系統として運行されていた本線の港南車庫 - 港南台駅 - 洋光台駅 - 田中 - 金沢文庫駅の路線が洋光台駅で分断され、金沢文庫駅側は京浜急行バスに移譲、港南車庫側は後に廃止されたため、支線の上中里団地循環のみが横浜市営バスとして残された。日中は1時間に3 - 4本程度、朝夕は本数が増える。早朝に随縁寺前始発、平日夕方に下ヶ谷始発便、深夜時間帯にさわの里小学校止まりが運行されている。コロナ禍で乗客が減少している事で深夜バスの運行は休止していたが2024年4月1日に廃止された。

### 108系統
| No.  | 運行区間                     |
| ---- | ---------------------------- |
| 108A | 港南台駅 - 清水橋 - 港南車庫 |

2008年4月21日に港南台駅 - 洋光台駅が廃止された107系統の番号を変えたもの。この108系統は3代目である。

### 111系統
| No.  | 運行区間                                                                                       |
| ---- | ---------------------------------------------------------------------------------------------- |
| 111A | 上大岡駅 - 港南区総合庁舎前 - 吉原 - 日野中央公園入口 - 洋光台駅 - 港南台第一中学校 - 港南台駅 |
| 111B | 上大岡駅 → 港南区総合庁舎前 → 吉原 → 日野中央公園入口 → 洋光台駅                               |

上大岡駅と港南台駅の間を洋光台駅経由で結ぶ。開業時は洋光台駅発着便も設定されていた。学生の利用客が多いため、登下校の時間帯が混む。日中の運行本数も1時間に3 - 4本程度設定されている。
2018年3月24日より土曜日1本のみ洋光台駅止まりを新設。

### 130系統
| No.  | 運行区間 |
| ---- | --- |
| 130B | 港南車庫 - 清水橋 - 野庭団地東口 - 野庭中央公園 - 野庭団地センター - 天谷大橋 - 丸山台中学校 - 丸山台 - 上永谷駅 |

2006年3月27日に、45系統のセンター経由及び丸山台経由出入庫便を延伸する形で誕生した。元々滝頭営業所担当で廃止になったYループバスで使用されたのが初代の130系統であり、この130系統は約4年ぶりに2代目として系統番号が復活したものである。2014年10月1日のダイヤ改正で、全便ゆりの木通経由から丸山台経由に変更となった。

### 188系統（わんぱく公園循環）
| No.  | 運行区間                                                                                             |
| ---- | --- |
| 188A | 上永谷駅 → 天谷大橋 → 野庭なかよし公園前 → わんぱく公園前 → 野庭団地センター前 → 天谷大橋 → 上永谷駅 |
| 188B | 上永谷駅 → 天谷大橋 → 野庭なかよし公園前 → わんぱく公園前 → 野庭地区センター・ケアプラザ前           |

2021年7月11日の野庭団地地区路線再編にて新設された路線。上永谷駅から従来は路線バスが運行されていなかった野庭団地の内部を循環する路線である。終日にわたり毎時1本程度の運行であり、最終便は上永谷駅まで戻らずに、地区センター・ケアプラザ前が終点となっている。
2022年4月1日より、新たに2つのバス停が新設された。

### 217系統
| No.  | 運行区間 |
| ---- | --- |
| 217A | 港南台駅 → 宮田橋 → 港南台第三小学校 → 日野中央三丁目 → 日野中央二丁目(折り返し) →…→ 宮田橋 → めじろ団地入口(復路のみ) → 港南台中央 → 港南台駅（日野中央循環） |

2008年4月21日に新設。愛称はオレンジトンネル線。日中に運行され、余剰車を使ってコストを抑えた新路線の開通は横浜市内でも初めての取り組み。港南台第三小学校 - 日野中央二丁目は狭隘区間となる。

## 廃止・移管路線

### 2系統
- 2：横浜駅 - 桜木町駅 - 羽衣町 - 弘明寺 - 上大岡駅 - 吉原 - 清水橋 - 野庭口 - 天神橋 - 大船駅
- 2：関内駅北口 - 羽衣町 - 弘明寺 - 上大岡駅 - 吉原 - 清水橋 - 野庭口

神奈中や江ノ電、さらには東京急行電鉄（現・東急バス）の江ノ島線もあった鎌倉街道上に、1966年（昭和41年）に市営が新規参入した。開業時は江ノ電の横浜線と同じく横浜駅と大船駅を結んでいて、地下鉄1号線の開通前時点では市営バス全体でも最混雑区間の1つに挙げられる程賑わい、ラッシュ時には円形の大型ヘッドマークを付けた急行便も運行されていた。後に県庁前（現・日本大通り駅）発着と関内駅北口発着を追加する。
横浜駅 - 大船駅の直通便は江ノ電との競合や道路事情の悪化によって徐々に減り、地下鉄開業後の1974年（昭和49年）、横浜駅（県庁前・関内駅北口） - 野庭口（弘明寺国大前）と上大岡駅 - 大船駅に分けられ、特に後者は40系統（2代）として完全に分割される。昭和50年代に入ると横浜駅発着便は廃止になり、平成に入って暫くした頃に関内止まりの区間便も廃止された。現在、港南車庫止まりで維持されている同番の系統とは、厳密には異なることに注意する必要がある。

### 2系統（みなと赤十字病院発着）
- 2D : 港南車庫 - 清水橋 - 日野中央公園入口 - 港南区総合庁舎前 - 上大岡駅前 - 弘明寺 - 羽衣町 - 日本大通り駅県庁前 - みなと赤十字病院

2021年4月1日のダイヤ変更により、上大岡駅を境に南北に分かれて運行する形となり、上記の子系統は廃止された。また、上大岡駅以北は磯子営業所が担当することとなった。

### 30系統
- 30：芹ヶ谷 - 平戸 - 上永谷- 吉原 - 上大岡駅 - 弘明寺 - 羽衣町 - 桜木町駅 - 横浜駅
- 30：芹ヶ谷 - 平戸 - 上永谷 - 吉原 - 上大岡駅 - 弘明寺 - 羽衣町 - 県庁前
- 30：芹ヶ谷 - 平戸 - 上永谷 - 吉原 - 上大岡駅 - 弘明寺 - 羽衣町 - 関内駅北口
- 30：芹ヶ谷 - 最戸町 - 上大岡駅 - 港南区総合庁舎 - 吉原 - 上永谷駅 - 平戸 - 芹ヶ谷
- 30：上大岡駅 - 港南区総合庁舎 - 吉原 - 上永谷駅 - 平戸 - 芹ヶ谷 - 最戸町 - 上大岡駅
- 30：上大岡駅 - 港南区総合庁舎 - 吉原 - 上永谷駅 - 日限山 - 京急ニュータウン

2006年（平成18年）1月30日付で区間便を含め全便が神奈川中央交通に移管された。ニュータウン発着便は平日、土曜の朝と日中に数本が運行されており、（休日運休）30系統の中で唯一神奈中が運行していなかった路線だった。なお、移管前日の1月29日は日曜だったため、循環線・京急ニュータウン線ともに最終運行は1月28日である。これにより、上大岡駅→慰霊堂入口→最戸町、最戸町→最戸橋、最戸町 - 芹ヶ谷 - 平戸、上永谷駅 - 新吉原橋から横浜市営バスが撤退した。

### 40系統（初代）
- 40：弘明寺 → 上大岡駅 → 吉原 → 公園墓地桜道 → 公園墓地正門 → 吉原 → 上大岡駅 → 弘明寺

日野出張所開設前に開業し、彼岸時に日野公園墓地の敷地内を一周する循環線として運行された。1973年（昭和48年）3月18日限りで廃止され、系統番号は翌年誕生する2代目に引き継がれる事になる。

### 40系統（2代）
- 40：上大岡駅 - 吉原 - 日野高校入口 - 清水橋 - 野庭口 - 天神橋 - 笠間十字路 - 大船駅
- 40：洋光台駅 - 日野高校入口 - 清水橋 - 野庭口 - 天神橋 - 本郷台駅
- 40：港南台駅 - 清水橋 - 野庭口 - 天神橋 - 笠間十字路 - 大船駅
- 40：本郷台駅 - 天神橋 - 港南車庫入口 - 清水橋 - 港南台駅
- 40：本郷台駅 - 天神橋 - 港南車庫入口 - 港南車庫

港南台駅前から鎌倉街道経由で大船・本郷台へ運行していた。開業時は上大岡駅と大船駅、洋光台駅と本郷台駅を結んでいたが、やがて港南台駅 - 大船駅と港南台駅・港南車庫 - 本郷台駅便となり、大船駅発着便は廃止直前の1990年代前半に廃止され、長い歴史を誇る横浜市営バスの大船駅乗り入れは終焉を迎えた。原より先は横浜市内均一運賃区間外となる為、若葉台営業所の5系統や磯子営業所の94系統や138・139系統などとともに横浜市営バスでは非常に珍しい対キロ運賃制度が採用されていた。
晩年は港南台駅発着と港南車庫発着が半数ずつ運行されたが、慢性的な赤字により1998年（平成10年）1月19日限りで廃止された。

系統番号は2002年、長津田駅 - 若葉台中央線として復活した。

### 45系統
- 45P : 港南台駅 → 清水橋 → すずかけ通 → 丸山台 → 上永谷駅 → 平戸
- 45A : 洋光台駅 - 南公園前 - 港南台駅 - 清水橋 - すずかけ通 - ゆりの木通 - 上永谷駅 - 丸山台 - 日限山 - 京急ニュータウン
- 45Q : 上永谷駅 - ゆりの木通 - すずかけ通 - 野庭団地東口 - 野庭中央公園 - 野庭団地センター - ゆりの木通 - 上永谷駅

45系統には先述した路線以外に、野庭団地を循環する路線や上永谷駅から平戸方面に向かう便が存在した。また、本数は少ないながらも洋光台駅 - 京急ニュータウンの全線を通して走る便も存在した。平戸発着便は2015年4月1日のダイヤ改正の改正で平戸着のみの運行となり、2020年3月14日のダイヤ改正をもって廃止された。
循環線は午前中はセンター先回り、午後はすずかけ通先回りで運行されていたが、2014年10月1日のダイヤ改正以降は全便センター先回りで運行されていた。2021年7月の野庭団地路線再編により新設された188系統と入れ替わる形で廃止された。同日の再編では全区間通しの子系統（45A）も廃止されている。

### 51系統（初代）
- 51：横浜駅 - 桜木町駅 - 日の出町一丁目 - 前里町四丁目 - 井土ヶ谷 - 弘明寺 - 上大岡駅 - 吉原 - 日野 - 野庭口

南出張所時代の路線。52系統の姉妹路線で、開業から2年で廃止された。現・51系統と一部で経路が重複しているが、関係は全くない。

### 52系統（初代）
- 52：横浜駅 - 桜木町駅 - 日の出町一丁目 - 前里町四丁目 - 井土ヶ谷 - 弘明寺 - 上大岡駅 - 吉原 - 上永谷 - 平戸 - 芹ヶ谷

旧・30系統の姉妹路線で、横浜駅 - 前里町四丁目は江ノ電横浜営業所の栗木線や鎌倉営業所の横浜線と同経路を経由した。その後、井土ヶ谷まで神奈中の戸03・横43・44と同経路を経由し、井土ヶ谷から鎌倉街道へ抜けた後は30系統と同じ経路で芹ヶ谷へ向かった。現・52系統は系統番号のみを引き継いだもので、路線は初代とは全く関係ない。

### 53系統
- 53：戸塚駅東口 - 不動坂 - 平戸 - 上永谷駅 - 吉原 - 上大岡駅 - 弘明寺 - 羽衣町 - 桜木町駅 - 横浜駅
- 53：戸塚駅東口 - 不動坂 - 平戸 - 上永谷駅 - 吉原 - 港南区総合庁舎 - 上大岡駅

市営バスの戸塚駅乗入れ最後の系統。開業時は平戸まで旧・30系統と同経路を経由し戸塚駅へ向かっていたが、後に横浜駅 - 上大岡駅が短縮された。戸塚駅東口 -　上永谷駅の区間便が多く、僅かながら戸塚駅→吉原の入庫便も存在し、全線通しでの運転は少なかった。市営地下鉄戸塚延伸により利用客が減少、国道1号線の慢性的な渋滞に悩まされ、1998年 (平成10年）1月19日限りで廃止。吉原の53系統用降車停留所は撤去された。

その後、この系統番号は2003年（平成15年）11月1日付で相模鉄道（現・相鉄バス）旭営業所が撤退した旭3系統（児童遊園地 - 横浜駅西口）を引き継ぐ形で復活。浅間町の路線として、横浜駅西口 -児童遊園地 - 平和台折返場間で運行されている。

### 61系統
- 61：上大岡駅 - 吉原 - 上永谷 - 平戸 - 芹ヶ谷 - 最戸町 - 上大岡駅

南営業所時代に運行されていた。現在の神奈中・30系統とほぼ同経路で運行され、1972年（昭和47年）11月5日限りで廃止された。

### 64系統
- 64：港南台駅 - 清水橋 - 日野中央公園入口 - 港南区総合庁舎 - 上大岡駅 - 笹堀 - 屏風ヶ浦駅
- 64：港南車庫 → 清水橋 → 日野中央公園入口 → 港南区総合庁舎 → 上大岡駅 → 笹堀 → 屏風ヶ浦駅 → 磯子駅
- 64：港南台駅 → 清水橋 → 日野中央公園入口 → 港南区総合庁舎 → 上大岡駅

屏風ヶ浦駅発着便は磯子方面からの始発便・港南台駅からの最終便。港南車庫→磯子駅行きは、廃止時は休日早朝に往路のみの運行だったが、64系統開業時は港南台駅が未開業だったため、この経路がメインで運行されていた。どちらも2006年3月15日付の磯子営業所への移管に伴い廃止された。出庫便の最終運行日は2006年3月12日である。港南台駅発の上大岡駅止まりの区間便は土曜日の夕方に1便運行されていたが、2021年4月1日のダイヤ改正をもって運行を終了となる。なおダイヤ改正が行われる4月1日が木曜日の為、最終運転日は3月27日であった。

### 69系統
- 69：磯子駅 - 打越 - 上大岡駅 - 最戸町 - 芹ヶ谷 - 平戸 - 不動坂 - 戸塚駅東口（上大岡駅 - 磯子駅は江ノ電横浜営業所、上大岡駅 - 戸塚駅は神奈中舞岡営業所と共同運行）
- 69：磯子駅 - 打越 - 上大岡駅 - 最戸町 - 芹ヶ谷（磯子駅 - 上大岡駅は江ノ電と共同運行）
- 69：港南台駅 - 南公園 - 洋光台駅 - 打越 - 上大岡駅 - 最戸町 - 芹ヶ谷（洋光台駅 - 上大岡駅は江ノ電横浜営業所と共同運行）

かつては磯子駅 - 戸塚駅を結ぶ長距離路線だったが、全線通し便は僅かで、多くは上大岡駅発着だった。国道1号の渋滞で乗客が東戸塚駅発着の神奈中バス東12系統に流れ、まず市営便の芹ヶ谷 - 戸塚駅間が廃止され、2005年（平成17年）には神奈中便が全廃。残った市営便も芹ヶ谷地区の路線移管に伴い、野庭営業所閉鎖と同時の2006年3月26日限りで全て廃止。その後、上大岡駅と磯子駅の間は江ノ電バスの屏風ヶ浦線となったが、2008年（平成20年）7月27日限りで廃止となっている。

### 71・352系統
- 71：上大岡駅 - 港南区総合庁舎 - 南高校 - 平戸 - 芹ヶ谷 - 最戸町 - 上大岡駅
- 71：芹ヶ谷 - 最戸町 - 上大岡駅 - 港南区総合庁舎 - 南高校 - 平戸 - 芹ヶ谷
- 352：上大岡駅 → 最戸町 → 芹ヶ谷 → 平戸

2006年1月30日付で全便が神奈中へ移管された。

### 75・76系統 (初代)
- 75：関内駅 - 市庁前 - 本町四丁目 - 尾上町 - 弘明寺 - 吉原 - 日野 - 野庭口
- 76：関内駅 - 市庁前 - 本町四丁目 - 尾上町 - 弘明寺 - 芹ヶ谷

どちらも南営業所時代の路線で、急行運転を行っていたとのことだが詳細は不明。

### 77系統
- 77：横浜駅 - 浜松町 - 水道道 - 保土ヶ谷駅 - 平戸 - 芹ヶ谷

### 84系統
- 84：港南車庫 - 清水橋 - 日野中央公園入口 - 吉原 - 港南区総合庁舎 - 上大岡駅 - 最戸町 - 芹ヶ谷

芹ヶ谷発着便の出入庫。芹ヶ谷地区路線の神奈中移管に伴い、2005年7月4日に廃止された。

### 100系統
- 100：洋光台駅 - 萩台 - 上中里町 -　随縁寺前　- 上中里町 - 杉田坪呑中央 - 新杉田駅

環状3号線開通により、107系統の上中里団地循環線の一部を改変して1999年（平成11年）10月1日に誕生した。団地内は洋光台駅発・新杉田駅発ともに一方向で運転されていた。中田宏市長時代の路線再編計画に伴い、2007年（平成19年）3月31日限りで廃止された。
系統番号は後に、鴨居駅前→ららぽーと横浜間のシャトルバスを運行する路線の書類上の番号として再利用されている。

### 107系統
- 107：港南車庫 - 清水橋 - 港南台駅 - 港南台第一中学校 - 洋光台駅 - 田中 - 上中里町 - 随縁寺前 - 氷取沢 - 金沢文庫駅（対キロ運賃制）
- 107：港南車庫 - 清水橋 - 港南台駅 - 港南台第一中学校 - 洋光台駅
- 107：磯子台団地 → 氷取沢 → 随縁寺前 → 上中里町 → 田中 → 洋光台駅
- 107：金沢文庫駅 → 氷取沢 → 上中里団地 → 上中里町 → 氷取沢 → 金沢文庫駅

1971年に洋光台駅前 - 氷取沢間にて運行開始。当初は113系統を名乗っていた。翌年4月、107系統に変更。1979年、金沢文庫駅西口まで延長している。
2006年11月1日、区間便・磯子台団地発便は京浜急行バスへ移管、本線便は洋光台駅 - 港南台駅 - 港南車庫に短縮された。しかし、港南台地区の路線再編に伴い、2007年4月22日に洋光台駅 - 港南台駅 - 港南車庫が廃止された。港南台駅 - 港南車庫は引き続き運行されているが、系統番号が108系統に変更された。これにより、107系統は洋光台駅 - 上中里団地循環のみとなる。

### 109系統（初代）
- 109：洋光台駅 - 日野団地入口 - 打越 - 上大岡駅 - 弘明寺（洋光台駅 - 上大岡駅は江ノ電バス横浜営業所と共管）

極僅かな本数しかなかったが、洋光台駅と弘明寺を結んでいた（打越 - 弘明寺は急行運転）。洋光台駅 - 上大岡駅の区間便も存在し、同区間は江ノ電バスと共通定期券の取扱が行なわれていた。

### 111系統
- 111：港南台駅 - 公園前 - 清水橋 - 港南車庫

111系統（本線）の子路線。64系統の出入庫路線として運行されていたが、2006年3月16日に64系統が磯子営業所へ移管されたため、2006年3月27日に廃止。

### 112系統
- 112：港南台駅 - 南公園前 - 洋光台駅 - 日野中央公園入口 - 清水橋 - 港南車庫

112系統開業時の路線。現在の45系統と76系統を足した路線だが、港南台駅 - 洋光台駅が廃止された。

### 130系統
- 130：上永谷駅 - ゆりの木通 - 野庭団地センター - 野庭中央公園 - 野庭団地東口 - 清水橋 - 港南車庫

130系統開業時の路線。開業からしばらくはゆりの木通り経由がメイン路線であり、丸山台経由は上永谷駅行のみの運行で本数も僅かだった。2014年10月1日ダイヤ改正で全便丸山台経由に変更された。

### 138・139・371系統
- 138：港南台駅 - 港南台高校正門 - 小山台 - 本郷台駅
- 138：港南台駅 → 港南台高校正門 → 小山台 → 日野南小学校 → 港南台高校正門 → 港南台駅
- 139：上大岡駅 → 港南区総合庁舎 → 吉原 → 日野中央公園入口 → 小山台 → 日野南小学校 → 日野中央公園入口 → 吉原 → 上大岡駅
- 139：上大岡駅 - 港南区総合庁舎 - 吉原 - 日野中央公園入口 - 小山台 - 本郷台駅
- 371：港南台駅 → 港南台高校正門 → 小山台 → 日野南小学校 → 港南台高校正門 → 港南台駅
- 371：港南台駅 → 港南台高校正門 → 小山台 → 本郷台駅（以上全路線、神奈川中央交通横浜営業所と共同運行）

1998年（平成10年）、環状3号線開通と同時に新設。路線名称は138系統が小山台線、139系統が上大岡線であった。神奈中の港38系統、上39系統をベースに市営が新規参入したもので両社共同運行、対キロ運賃制が適用されていた。野庭営業所閉鎖と同時の2006年3月26日限りで市営が撤退、神奈中単独となった。
また、138・139系統の廃止に伴い、横浜市営バスの栄区乗り入れは廃止となった。
なお、138・139系統の廃止後も港南車庫からの入出庫の回送ルートとして、原を通り、環状3号を直進し、138系統のルートで港南台駅に向けて回送することもある。

### 204系統
- 204：上大岡駅 - 港南区総合庁舎 - 上永谷駅 - 平戸 - 東戸塚駅（野庭営業所と共管、神奈川中央交通舞岡営業所と共同運行）

系統番号は後に浅間町営業所の路線として再利用されている。2022年現在、他社局との共通運行路線で唯一、系統番号が再利用された例である。

### 205系統
- 205：東戸塚駅 - 平和台 - 保土ヶ谷駅東口（野庭営業所と共管、神奈川中央交通舞岡営業所と共同運行）

系統番号は後に若葉台営業所の路線として再利用されている。なお、神奈中担当便は廃止されておらず、新旧の205系統が同一番号でありながら共存しているという稀有な状態が起きている。

### 323系統
- 323：野庭中央公園 → 野庭団地センター → すずかけ通 → 公務員住宅入口 → 港南区総合庁舎 → 上大岡駅（急行運転）

2010年7月12日に新設された51系統の急行便。停車する停留所は日野公園墓地入口までの各停留所と港南区総合庁舎・上大岡駅であった。2014年10月1日のダイヤ改正で廃止された。

## 車両

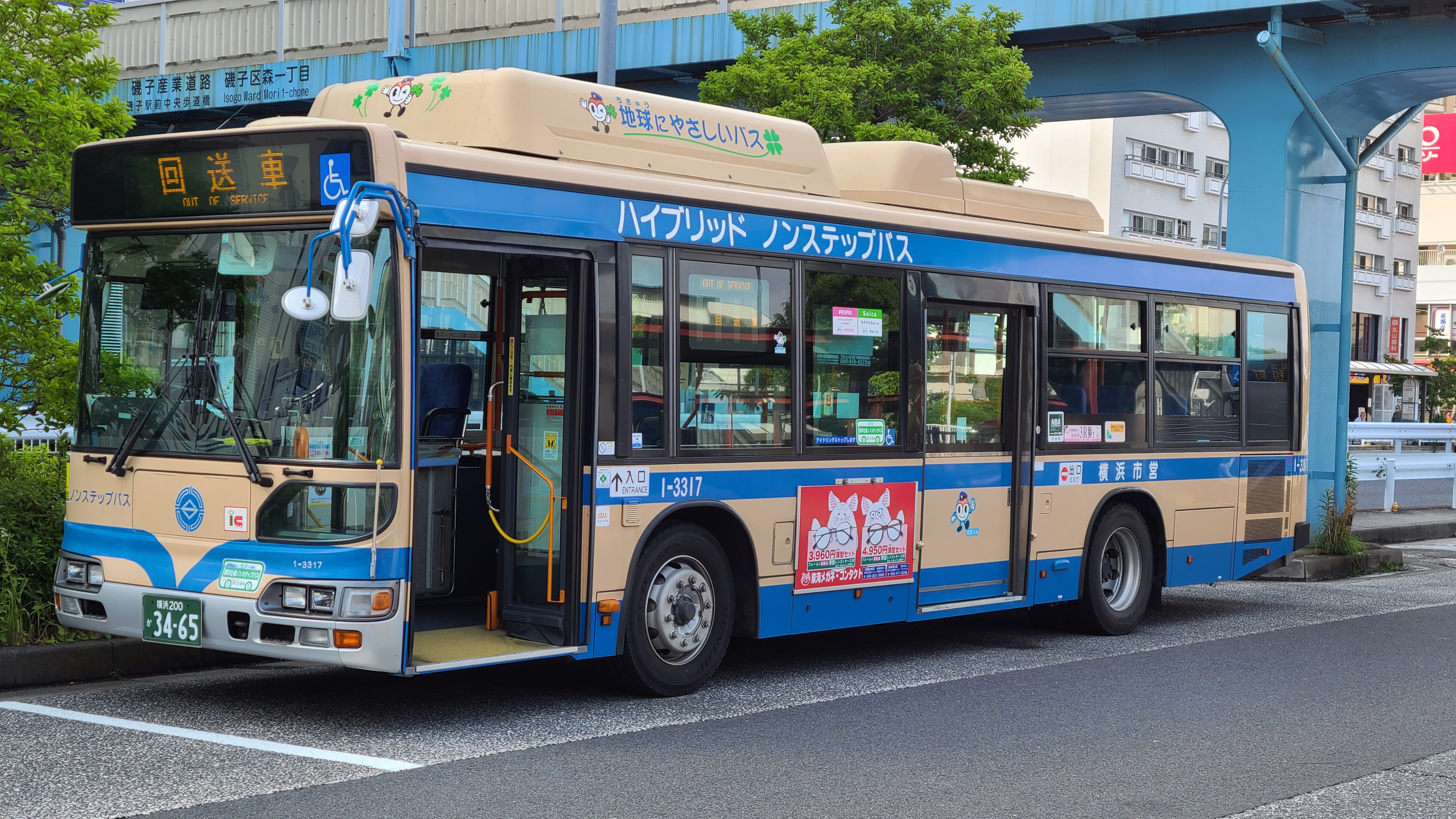
日野ブルーリボンシティハイブリッド（磯子駅）

港南営業所の配置車両は全て大型車で、いずれもジェイ・バス製の日野・ブルーリボン各車と、いすゞ・エルガが配置されている。横浜市営バスで2004年に入札制度が導入されるまでは日野自動車製の車両に統一されていたが、一時期は日産ディーゼル（現：UDトラックス）製の車両や、過去には三菱ふそう車が配置されていた時期があった。2013年12月より貸切専用車の配置もされている。
車両清掃業務を横浜市立日野中央高等特別支援学校の生徒が授業の一環として、学校長期休暇期間を除く月1回委託している。
- 大型車
  - いすゞ（エルガ・エルガハイブリッド）
  - 日野（ブルーリボンシティハイブリッド・ブルーリボンII・ブルーリボン(2代目)・ブルーリボンハイブリッド）